# Mesosaimia
Mesosaimia is een kevergeslacht uit de familie van de boktorren (Cerambycidae). De wetenschappelijke naam van het geslacht werd voor het eerst geldig gepubliceerd in 1938 door Breuning.

## Soorten
Mesosaimia is monotypisch en omvat slechts de volgende soort:
- Mesosaimia robusta Breuning, 1938